# Финансово-стопанска гимназия „Васил Левски“ (Добрич)
Финансово-стопанска гимназия „Васил Левски“ е професионална гимназия в град Добрич, с държавно финансиране, разположено е на адрес: улица „Генерал Гурко“ № 1.

## История
Училището е създадено през 1949 г. като търговско-стопански отдел за обучение на кадри към Мъжката гимназия, необходими за водещите отрасли на регионалната икономика тогава – селско стопанство и зараждаща се промишленост. През 1951 г. се обособява като самостоятелна Търговска гимназия, която се утвърждава като професионално учебно заведение за подготовка на специалисти за всички сектори на обществено-икономическия живот. Дълги години гимназията се нарича Икономически техникум. 14 пъти училището сменя своите сгради.

## Специалности
- Икономическа информатика
- Оперативно счетоводство
- Електронна търговия
- Митническа и данъчна администрация
- Икономика и мениджмънт